# Hannah Montana: Music Jam
Hannah Montana: Music Jam é um jogo para videogame desenvolvido pela Disney Interactive baseado na série Hannah Montana. O jogo foi lançado no dia 7 de novembro de 2007 nos Estados Unidos e foi lançado exclusivamente para o Nintendo DS.